# 太平镇 (资中县)
太平镇，是中华人民共和国四川省内江市资中县下辖的一个乡镇级行政单位。2019年12月，撤销龙山镇，将其所属行政区域划归太平镇管辖。

## 行政区划
太平镇下辖以下地区：
太平场社区、琴山村、莲花桥村、宝座嘴村、鲤鱼田村、磨盘山村、群义村、菜园村、庆荣村、高寺村、九龙坝村、窝店村、大青冈村、岩鹰嘴村、东岳村、玉龙村、任家村、洪福村、上游坊村、田宝村、冯家村、双龙村、合乡村、冯园村和天宝寺村。